# Edifici d'habitatges al carrer Raval, 18
L'Edifici d'habitatges al carrer Raval, 18 és una obra de la Canonja (Tarragonès) protegida com a Bé Cultural d'Interès Local.

## Descripció
Edifici d'habitatges entre mitgeres amb un llenguatge historicista. Es tracta d'una obra del segle xix. Consta de planta baixa i tres pisos. Ocupa un solar molt regular que permet obrir fins a tres obertures.
En la manera de situar l'ornamentació de la façana, així com en la mida que es dona als balcons es busca establir una ordenació jeràrquica. El pis principal té tres obertures i balconada continua. Als altres pisos, en canvi, la col·locació dels balcons és molt semblant, però descansen sobre mènsules. També hi ha un interès per ordenar la façana horitzontal amb la col·locació dels balcons (s'ha perdut la zona superior). Destaca la construcció amb carreus a la zona dels baixos. A la part superior trobem una cornisa coronada amb ampit format per balustres.